# Enne Koens
Enne Koens (Amsterdam, 24 januari 1974) is een Nederlandse auteur en toneelschrijfster. 
Ze heeft een studie gevolgd op het Rits en de Hogeschool voor de Kunsten Utrecht. Na haar afstuderen als actrice schreef ze voornamelijk theater. 
In 2007 debuteerde ze met Tot alles gezegd is bij uitgeverij Podium. Sinds 2006 schrijft ze verscheidene korte verhalen in het Hollands Maandblad. In 2014 kreeg ze een Vlag en Wimpel voor haar eerste kinderboek Sammie en opa.  
De Duitse vertaling van Vanaf hier kun je de hele wereld zien werd in 2025 genomineerd voor de Duitse Jeugdliteratuurprijs.
Koens is getrouwd en heeft twee kinderen.

### Boeken
- Tot alles gezegd is (2007)
- Vogel (2011)
- Sammie en opa (2013)
- Hotel Bonbien (2015)
- Ik ben Vincent en ik ben niet bang (2017)
- Die zomer met Jente (2019)
- Stamina (2020)
- Vanaf hier kun je de hele wereld zien (2021)
- Een kleine groene puddingplaneet (2022)
- Vandaag komen we niet meer thuis (2023)
- Sammie en mama (2024)

### Theater
- Monologen over de liefde (2002)
- Lachen zullen we (2002)
- Niemand in het bijzonder (2003)
- Feest! (2003)
- De Kunst van het Ontbijt (2004)
- Visite (2004)
- Heute noch verdomme (2004)
- Spuitgasten (2005)
- Skills (2004)
- Er is nog macaroni (2008)
- Annie (2009)
- Je mag me best serieus nemen (2009)
- HEIMZEE (2010)
- Michiel (2010)
- Wij zijn gelukkig. Punt. (2013)

## Prijzen
- Hollandse Nieuwe Toneelschrijfprijs voor Skills, 2004
- Jonge Jury Debuutprijs met Vogel, 2013
- Vlag en Wimpel 2014 voor Sammie en opa
- Genomineerd voor de Boekenleeuw in Vlaanderen en de tweede prijs jonge jury Vlaanderen met Hotel Bonbien, 2016
- Charlotte Köhler Stipendium, 2017
- Genomineerd voor de Duitse Jeugdliteratuurprijs (2020, Duitsland) en de Premio Strega (2022, Italië) met Ik ben Vincent en ik ben niet bang
- Vlag en Wimpel voor Die zomer met Jente (2020)
- Bronzen Griffel voor Vanaf hier kun je de hele wereld zien (2022)
- Genomineerd voor de Jenny Smelik IBBY prijs 2022 met Vanaf hier kun je de hele wereld zien
- Tweede prijs Premio Letteratura Ragazzi di Cento (2024, Italië) met Vanaf hier kun je de hele wereld zien[2]

- Digitale Bibliotheek voor de Nederlandse Letteren: koen046
- Gemeinsame Normdatei: 173982360
- International Standard Name Identifier: 0000 0001 3997 5786
- Nationale Bibliotheek van Tsjechië: xx0277943
- Nederlandse Thesaurus van Auteursnamen: 19278966X
- Virtual International Authority File: 207391876